# Palomida blanca
La palomida blanca, sorell de penya, palometa, palomida o palomida xica (Trachinotus ovatus) és una espècie de peix de la família dels caràngids i de l'ordre dels perciformes.

## Morfologia
- Poden atènyer fins a 70 cm de longitud total i pesar 2.800 g.[2]
- El cos és oval, bastant alt i molt comprimit lateralment.
- El peduncle caudal és petit i estret.
- El cap és petit amb els ulls grossos i una boca petita proveïda d'unes dents petites i esmolades.
- Té dues aletes dorsals. La primera té 5-7 espines curtes sense cap membrana entre elles i la primera es troba dirigida cap endavant. La segona és llarga.
- L'aleta anal, que té dues espines lliures, és quasi tan llarga com la segona dorsal i és de forma semblant.
- Les pèlviques són petites i es troben en posició posterior a les pectorals.
- La caudal és molt bifurcada i té les extremitats molt punxegudes.
- És de color blavós en el dors i té els costats i el ventre platejat.
- En els costats es poden veure de 4 a 6 taques grises. Les puntes de la caudal i de la segona dorsal són negres.[3][4]
- La reproducció té lloc durant l'estiu i els ous són pelàgics.

## Alimentació
És omnívora: menja algues, crustacis, mol·luscs i petits peixos pelàgics (normalment clupeids).

## Hàbitat
És una espècie pelàgica i gregària que es troba entre els 50 i els 200 m de fondària. Es troba des de la costa meridional del Mar Bàltic i del mar del Nord, al acosta atlàntica fins a Angola, i a tot el Mar Mediterrani. És un peix prolífic amb risc mínim d'extinció (2015).

## Costums
Forma moles no molt nombroses i els joves s'agrupen amb més facilitat que no pas els adults (aquests formen grups molt reduïts o són solitaris). Es un peix termòfil que migra segons la temperatura. A l'estiu s'apropa a la costa i els joves es poden veure entre els banyistes a la vora de la platja i a molt poca fondària.

## Ús
Es pesca amb xarxes i ormejos d'ham (fluixa). També es captura amb fusell submarí. Produeix timosina β₄ una proteïna del sistema immunològic que provoca inhibició del creixement bacterià, un compost bioactiu que té potencial per crear nous antibiòtics.